# Jack Jones (chanteur)
Pour les articles homonymes, voir Jack Jones.
Ne doit pas être confondu avec Joe Jones (chanteur).
John Allan Jones, dit Jack Jones, né le 14 janvier 1938 à Los Angeles (Californie) et mort le 23 octobre 2024 à Rancho Mirage (Californie),, est un chanteur américain de jazz et de musique pop. L'un de ses succès les plus connus est la chanson du générique de la série La croisière s'amuse. Il remporte deux Grammy Award.

## Biographie
Fils de deux acteurs  d'Hollywood, Allan Jones (1907-1992) et Irene Hervey (1909-1998), Jack Jones suit des études à l'University High school de Los Angeles et prend des cours de théâtre et de chant.

### Carrière musicale
À la fin des années 1950, Jack Jones attire l'attention de l'industrie de la musique en enregistrant plusieurs démos. Il signe auprès du label Kapp Records en 1961 et produit un tube au hit parade : Lollipops and Roses. Il enregistre presque une vingtaine d'albums chez cette maison de disques, où se succèdent des ballades romantiques de l'« easy listening » avec quelques productions musicales un peu plus « pop », « country » ou « bossa ».

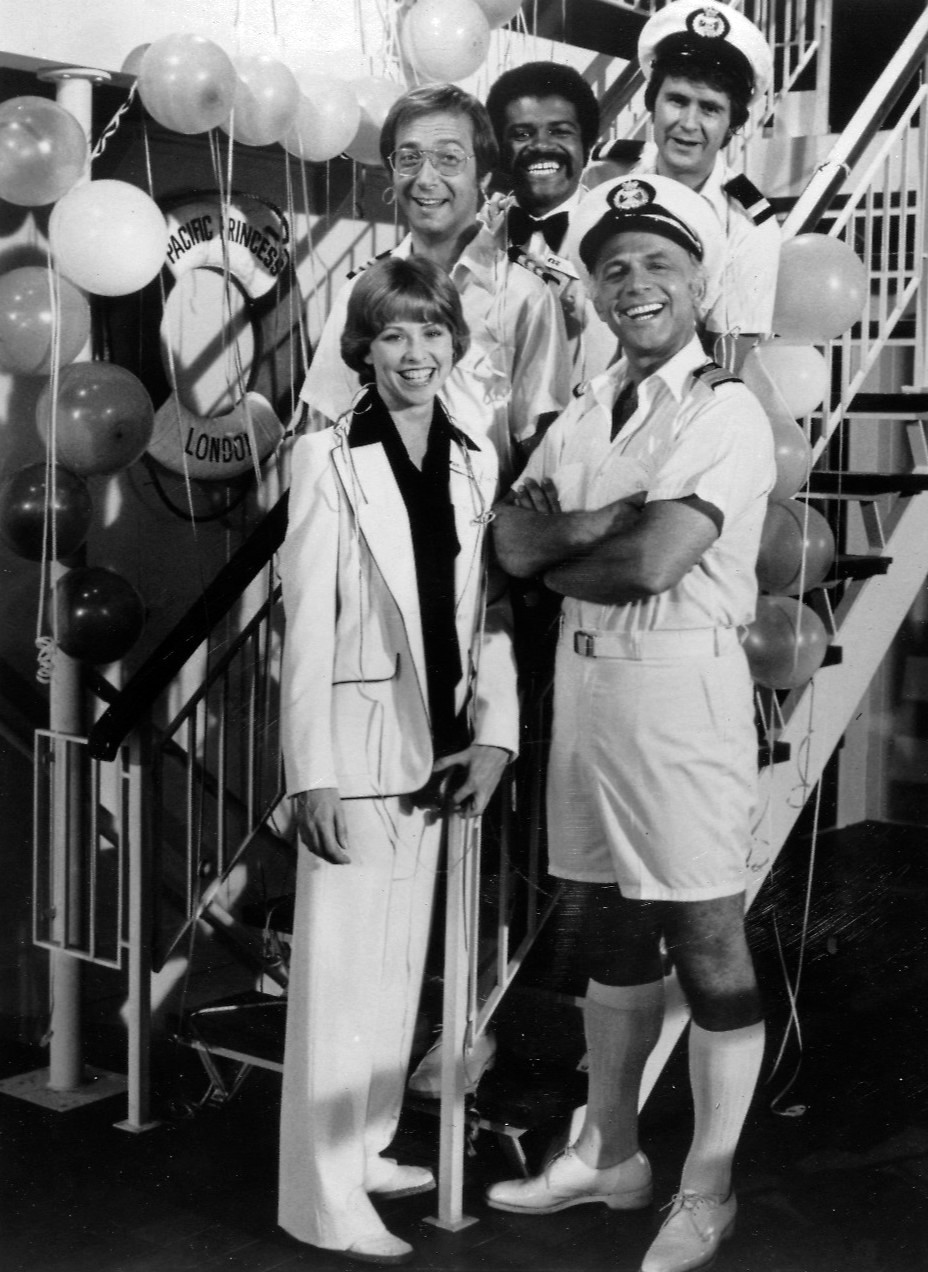
Vedettes de La Croisière s'amuse en 1977.

En 1967, il quitte Kapp pour signer chez RCA Victor où il enregistre le même type de musique que précédemment avec un style vocal légèrement plus contemporain.
Deux de ses albums sont consacrés à deux auteurs-compositeurs français : Michel Legrand avec Jack Jones Sings Michel Legrand en 1971, et Charles Aznavour avec Write me a Love song, Charlie en 1974.
En 1979, il signe chez MGM Records et y enregistre la chanson Love Boat du générique de la série La croisière s'amuse.
Depuis les années 1980, il sort différents albums sous le label Emporio à Londres ou pour Sony Music. En 1997, sort New Jack Swing (Honest Entertainment) où Jones donne une couleur big band jazzy aux vieux standards et arrange des chansons pop/rock.
En 2008, sont fêtés ses 70 ans et ses 50 ans de carrière avec un concert au théâtre McCallum à Palm Springs où viennent plusieurs célébrités.
Octogénaire, il continue à donner des concerts dans le monde entier pour célébrer son quatre-vingtième anniversaire et reste populaire à Las Vegas comme au Japon.

### Autres activités
Au-delà de la chanson, Jack Jones s'est aussi illustré au cinéma, à la télévision ou au théâtre.
En 1959, il joue le rôle d'un chanteur dans le film Juke Box Rhythm et apparaît dans d'autres films mineurs comme The Comeback (1978), Condominium (1980) et Cruise of the Gods (2002). Il interprète son propre rôle dans le film American Hustle, de David O. Russell en 2013.
On le voit fréquemment dans les émissions de variétés à la télévision durant les années 1960-1970. Par la suite, il apparaît dans plusieurs séries télévisées.

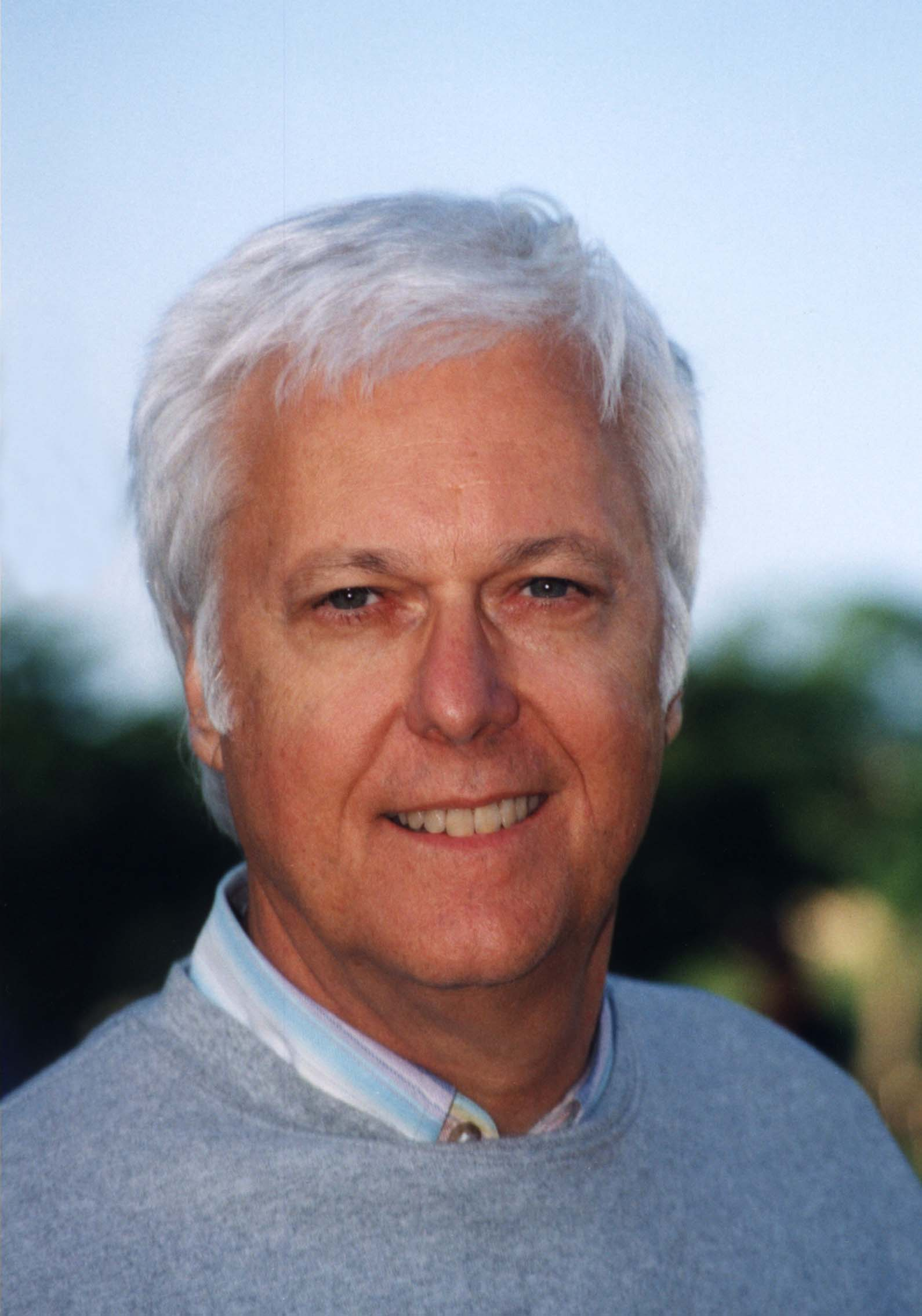
Jack Jones en 1999.

Ces vingt dernières années, Jack Jones est actif dans les comédies musicales notamment dans Guys and Dolls, Pacifique Sud et d’autres. Il part en tournée nationale jouant Don Quichotte dans Man of La Mancha qui est acclamé par la critique. Il a interprété une chanson dans un épisode de Phineas et Ferb.

### Vie privée
Jack Jones a été marié six fois. Dans la seconde moitié des années 1960, il avait une relation très médiatisée avec l’actrice Jill St. John et les deux ont été brièvement mariés d'octobre 1967 à mars 1969. Dans les années 1970, Jack Jones épouse Gretchen Roberts. Par la suite, il se lie à l’actrice britannique Susan George. De 1976 à 1982, il est marié à Kathy Simmons. De 1982 à 2005, il est l'époux de la Britannique Kim Ely et ils ont une fille, Nicole (née en 1991). Le chanteur a une autre fille, Crystal Thomas, d’un ancien mariage avec Lee Fuller.
Il vivait avec sa femme Eleonora à Indian Wells dans le comté de Riverside en Californie.

## Discographie

### Singles
| Année | Single                                   | Positions chart | Positions chart | Positions chart |
| Année | Single                                   | US              | Cashbox         | US – AC         |
| ----- | ---------------------------------------- | --------------- | --------------- | --------------- |
| 1962  | Lollipops and Roses                      | 66              | 42              | 6               |
| 1962  | Gift of Love                             | -               | 108             | -               |
| 1962  | Poetry                                   | -               | 110             | -               |
| 1963  | Call Me Irresponsible                    | 75              | 62              |                 |
| 1963  | Wives and Lovers                         | 14              | 12              | 9               |
| 1963  | Toys in the Attic                        | 92              | 115             |                 |
| 1964  | Love with the Proper Stranger            | 62              | 59              | 17              |
| 1964  | The First Night of the Full Moon         | 59              | 62              | 12              |
| 1964  | Where Love Has Gone                      | 62              | 69              | 12              |
| 1964  | Dear Heart                               | 30              | 15              | 6               |
| 1965  | The Race Is On                           | 15              | 12              | 1               |
| 1965  | Seein' the Right Love Go Wrong           | 46              | 41              | 9               |
| 1965  | Travellin' On                            | 132             | -               | -               |
| 1965  | Just Yesterday                           | 73              | 83              | 5               |
| 1965  | The True Picture                         | 134             | 109             | 27              |
| 1965  | Love Bug                                 | 71              | 56              | 5               |
| 1966  | The Weekend                              | 123             | 100             | 20              |
| 1966  | The Impossible Dream (The Quest)         | 35              | 32              | 1               |
| 1966  | A Day in the Life of a Fool              | 62              | 55              | 4               |
| 1967  | Lady                                     | 39              | 34              | 1               |
| 1967  | I'm Indestructible                       | 81              | 84              | -               |
| 1967  | Afterthoughts                            | -               | -               | 19              |
| 1967  | Now I Know                               | 73              | 74              | 3               |
| 1967  | Our Song                                 | 92              | 76              | 13              |
| 1967  | Open for Business as Usual               | 130             | 104             | 26              |
| 1967  | Live for Life                            | 99              | -               | 9               |
| 1967  | Oh How Much I Love You                   | -               | 129             | -               |
| 1968  | The Gypsies, the Jugglers and the Clowns | -               | 134             | -               |
| 1968  | If You Ever Leave Me                     | 92              | -               | 5               |
| 1968  | Follow Me                                | 117             | -               | 20              |
| 1968  | I Really Want to Know You                | -               | -               | 15              |
| 1968  | The Way That I Live                      | -               | -               | 33              |
| 1968  | L.A. Break Down (and Take Me In)         | 106             | -               | 21              |
| 1970  | Sweet Changes                            | -               | -               | 24              |
| 1970  | I Didn't Count on Love                   | -               | -               | 38              |
| 1971  | Let Me Be the One                        | -               | -               | 18              |
| 1972  | Games of Magic                           | -               | -               | -               |
| 1974  | She Doesn't Live Here Anymore            | -               | -               | 45              |
| 1975  | What I Did for Love                      | -               | -               | 25              |
| 1977  | With One More Look at You                | -               | -               | 21              |
| 1980  | Love Boat Theme                          | -               | -               | 37              |

### Albums
- This Love of Mine (1959, Capitol)
- Shall We Dance? (1961, Kapp)
- This Was My Love (1961, Kapp)
- I've Got a Lot of Livin' to Do (1961, Kapp)
- Gift of Love (1962, Kapp)
- Call Me Irresponsible (1963, Kapp)
- She Loves Me (1963, Kapp)
- Wives and Lovers (1963, Kapp)
- Bewitched (1964, Kapp)
- Where Love Has Gone (1964, Kapp)
- The Jack Jones Christmas Album (1964, Kapp)
- In Love (1964, Capitol)
- Dear Heart (1965, Kapp)
- My Kind of Town (1965, Kapp)
- There's Love & There's Love & There's Love (1965, Kapp)
- For the 'In' Crowd (1966, Kapp)
- The Impossible Dream (1966, Kapp)
- Jack Jones Sings (1966, Kapp)
- Lady (1967, Kapp)
- Our Song (1967, Kapp)
- What the World Needs Now Is Love! (1968, Kapp)
- Curtain Time (1968, Kapp)
- Jack Jones in Hollywood (1968, Kapp)
- Jack Jones' Greatest Hits (1968, Kapp)
- Without Her (1968, RCA)
- If You Ever Leave Me (1968, RCA)
- Where Is Love? (1968, RCA)[3]
- The Bliss of Mrs. Blossom [soundtrack] (1968, RCA)[4]
- L.A. Break Down (1969, RCA)
- A Jack Jones Christmas (1969, RCA)
- A Time for Us (1970, RCA)
- In Person at The Sands (1970, RCA)
- Jack Jones Sings Michel Legrand (1971, RCA)
- A Song for You (1972, RCA)
- Bread Winners (1972, RCA)
- Together (1973, RCA)
- Harbour (1974, RCA)
- Write Me a Love Song, Charlie (1974, RCA)
- What I Did for Love (1975, RCA)
- The Full Life (1977, RCA)
- With One More Look at You (1977, RCA)
- Nobody Does It Better (1979, MGM)
- Don't Stop Now (1980, MGM)
- Jack Jones (1982, Applause)
- I Am a Singer (1987, USA Music Group)
- The Gershwin Album (1992, Sony)
- Live at the London Palladium (1995, Emporio)
- New Jack Swing (1997, Honest)
- Paints a Tribute to Tony Bennett (1998, Honest)
- This Could Be the Start of Something Big (197?, Sears)
- Love Makes the Changes (2010, Aspen Records)
- Love Ballad (2011, Aspen Records)
- Live in Liverpool (2013, Aspen Records)
- Seriously Frank (Celebrating the 100th Birthday of Frank Sinatra) (2015, Aspen Records)